# Ekstrakcija
Ekstrakcija je ravnotežno odvajanje jedne sastavnice ili više njih iz krute ili kapljevite smjese (ishodišna smjesa), s pomoću drugoga otapala (ekstraktant), koje se s otapalom ishodišne smjese ne miješa ili se ograničeno miješa, a ostale sastavnice nisu topljive ili su manje topljive u njemu. Intenzivnim miješanjem ishodišne smjese i drugoga otapala preko što veće razdjelne površine i što dulje vrijeme, te uzastopnim ponavljanjem postupka s manjim količinama drugoga otapala, pospješuje se otapanje i povećava količina ključne sastavnice u otapalu. Ekstrakcijom se ne dobiva čista sastavnica, nego dvije nove smjese, tj. otopina iz koje se sastavnica odvaja (rafinat) i otopina obogaćena sastavnicom koja se odvaja (ekstrakt).

Iz njih je lakše izdvojiti ključnu sastavnicu nekim drugim postupkom (npr. rektifikacijom), nego iz ishodišne smjese. Primjenjuje se u laboratorijima i u industriji, najviše u hidrometalurgiji, nuklearnoj tehnologiji, viotehnologiji, zaštiti okoliša i dr. Provodi se u ekstraktorima te u kolonama s punilima ili rotacijskim elementima. Postupak može biti kontinuiran ili diskontinuiran, a ovisno o kretanju ishodišne smjese i otapala, istosmjeran ili protusmjeran.